# آکیتو فوکوتا
آکیتو فوکوتا (انگلیسی: Akito Fukuta؛ زادهٔ ۱ مهٔ ۱۹۹۲) بازیکن فوتبال اهل ژاپن است.
از باشگاه‌هایی که در آن بازی کرده‌است می‌توان به باشگاه فوتبال ساگان توسو اشاره کرد.